# Ennis Cosby
Ennis Cosby, född 15 april 1969 i Los Angeles, död där 16 januari 1997, var komikern Bill Cosbys ende son. 

## Biografi
Ennis Cosby föddes som mellanbarn i en familj bestående av fem barn. Hans och hans systrars namn börjar alla med bokstaven E: Erika, Erinn, Ensa och Evin. Ennis far Bill menade att bokstaven "E" stod för excellens. Efter att ha diagnostiserats med dyslexi 1988 var Ennis fast besluten om att hjälpa andra med liknande inlärningsproblem. Han började att studera och avlade examen vid Atlantas Morehouse College 1992.
Natten den 16 januari 1997 körde Ennis Cosby sin Mercedes-Benz cabriolet längs Interstate 405 i Los Angeles; han var på semester och skulle besöka en vän. Omkring klockan 01.00 blev han tvungen att stanna till längs motorvägen för att byta ett punkterat däck. En ukrainskfödd 18-åring, Mikhail Markhasev, och hans två vänner befann sig då i en närliggande park. När Ennis skulle sätta dit reservdäcket, gick Markashev fram till Cosby för att råna honom, men när Cosby tog för lång tid på sig att lämna över pengarna sköts han till döds. Markhasev greps i mars samma år; han åtalades för överlagt mord och försök till rån. Markhasev dömdes till livstids fängelse. Vid tiden för sin död hade Ennis Cosby avlagt magisterexamen i pedagogik och höll på att doktorera vid Columbia University.